# Ooencyrtus caligo
Ooencyrtus caligo är en stekelart som beskrevs av John S. Noyes 1985. Ooencyrtus caligo ingår i släktet Ooencyrtus och familjen sköldlussteklar.
Artens utbredningsområde är:
- Colombia.
- Honduras.

Inga underarter finns listade i Catalogue of Life.